# Roodgevlekte lori
De roodgevlekte lori (Hypocharmosyna rubronotata synoniem: Charmosyna rubronotata) is een vogel uit de familie Psittaculidae (papegaaien van de Oude Wereld).

## Verspreiding en leefgebied
Deze soort is endemisch in noordelijk en westelijk Nieuw-Guinea en telt twee ondersoorten:
- H. r. kordoana: Biak (Geelvinkbaai)
- H. r. rubronotata: Salawati, de Vogelkop en het gehele noordelijke deel van Nieuw-Guinea.

## Status
De grootte van de populatie is niet gekwantificeerd maar de soort wordt omschreven als plaatselijk algemeen. Op de Rode lijst van de IUCN heeft deze soort de status niet bedreigd.